# NGC 6309
NGC 6309, surnommé la nébuleuse de la Boîte, est une nébuleuse planétaire située dans la constellation d'Ophiuchus. NGC 6309 a été découvert par l'astronome allemand Wilhelm Tempel en 1876.

## Observation
Avec une magnitude visuelle apparente de 11,5, on doit utiliser un télescope dont l'ouverture est d'au moins 200 mm pour l'observer.

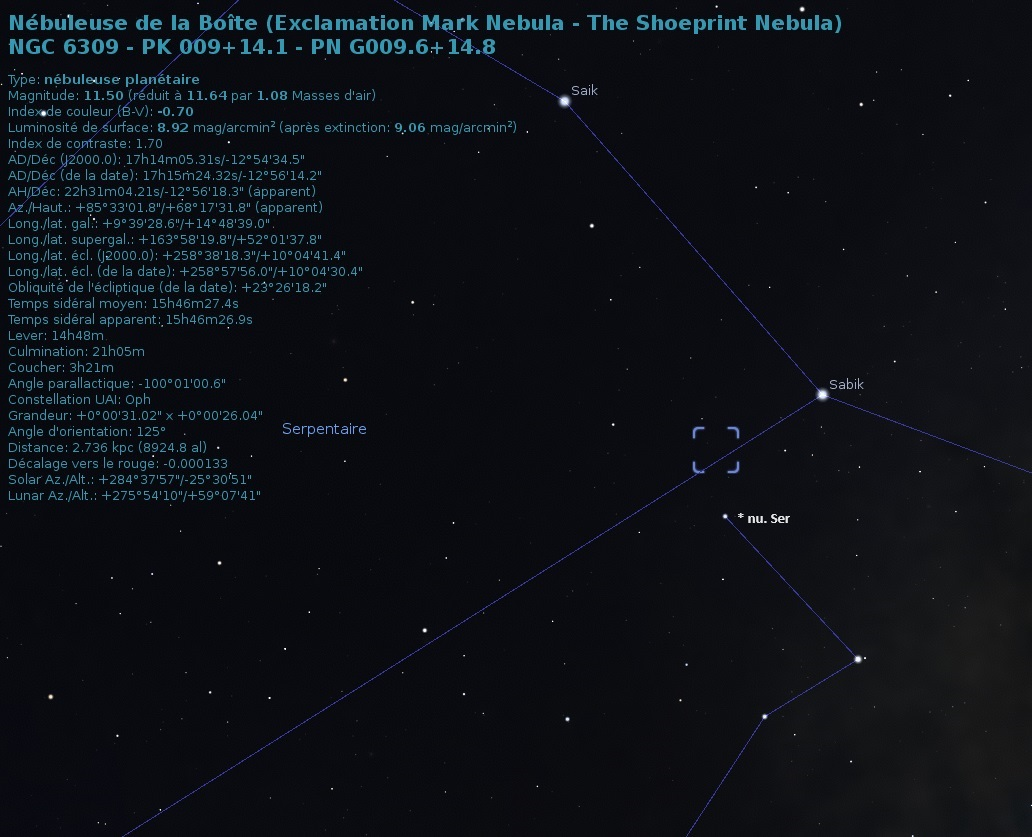
Localisation de NGC 6309 dans la constellation d'Ophiuchus (Stellarium).

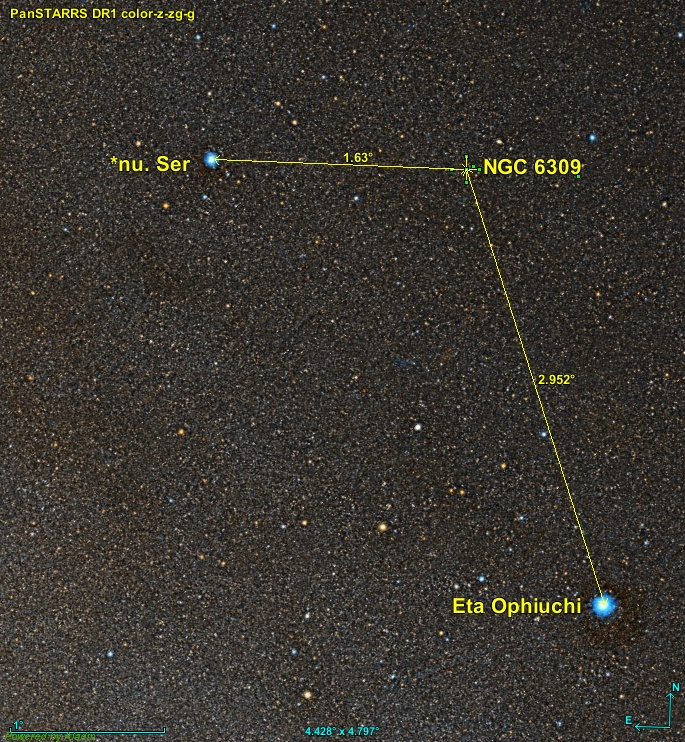
Position de NGC 6309 par rapport à deux étoiles.

La nébuleuse NGC 6309 est située à environ 3,0 degrés au nord-est de l'étoile Eta Ophiuchi (Sabik) et à environ 1,6 degrés presque directement à l'ouest de Nu Serpentis (en), une étoile de la constellation voisine du Serpent et d'une magnitude visuelle égale à 4,36.

## Caractéristiques

### Distance, taille et vitesse
Le logiciel en ligne Aladin Lite permet de consulter les données astronomiques de plusieurs catalogues, dont le « GAIA EARLY DATA RELEASE 3 (GAIA EDR3) ». Pour NGC 6309, Gaia EDR3, la parallaxe de NGC 6309 est égale à 0,383 0 ± 0,064 2 mas, ce qui correspond à une distance de 2 611 +526
−375 pc.
La taille apparente de la nébuleuse est de 0,32' ou de 0,26' (0,29 ± 0,03'), ce qui, compte tenu de la distance et grâce à un calcul simple, équivaut à une taille réelle de (0,72 +0,16
−0,21 al).
Deux valeurs identiques de la vitesse sont indiquées par la base de données Simbad, soit −47 ± 5 km/s,

### Structure

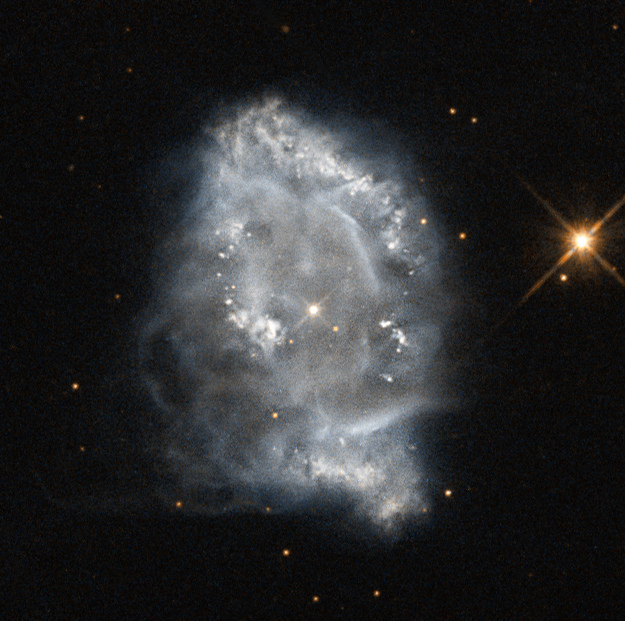
NGC 6309 par le télescope spatial Hubble.

Cette nébuleuse présente deux paires de lobes, on la dit donc quadrupolaire,. La forme sphérique habituelle aurait apparu avant ces lobes. Cette structure quasi rectangulaire lui a valu son surnom de nébuleuse de la Boîte (Box Nebula,).

### Étoile de la nébuleuse
L'étoile centrale est de type O. Sa magnitude apparente est de 13,7. Sa température est d'environ 90 000 K et elle est à peu près 1 800 fois plus lumineuse que le Soleil. Ces caractéristiques suggèrent une étoile d'environ 0,55 masse solaire. La température de cette étoile continue d'augmenter, mais dans peu de temps elle se refroidira et elle deviendra une naine blanche d'environ la même masse.